# Olszyna (Silezië)
Olszyna is een dorp in het Poolse woiwodschap Silezië, in het district Lubliniecki. De plaats maakt deel uit van de gemeente Herby en telt ca. 1200 inwoners.